# 车站街道 (沧州市)
车站街道，是中华人民共和国河北省沧州市新华区下辖的一个乡镇级行政单位。

## 行政区划
车站街道下辖以下地区：
欣怡社区、沧运社区和荷花池社区。